# Jean-Marc Bellocq
Pour les articles homonymes, voir Bellocq.
Jean-Marc Bellocq, né[Où ?] le 8 février 1957 est un athlète français spécialiste des courses de grand fond, deux fois champion de France des 100 km en 1982 et 1988.

## Biographie
Jean-Marc Bellocq, parfois surnommé « monsieur 100 km de Millau » fut l'un des grands spécialistes des courses de 100 km et a régné sans partage sur la distance dans les années 1980. Il a notamment établi un record quasi inaccessible sur l'une des épreuves les plus emblématiques de la distance : les 100 km de Millau qui se déroule en Aveyron.
Bien qu'il ait remporté de nombreux 100 km, son nom reste indissociable de la course mythique des 100 kilomètres de Millau dont il détient depuis plus de 30 ans le record de l'épreuve. Il détient d'ailleurs un second record sur cette course, celui du nombre de victoires, 8 au total.
Il remporte sa première victoire en 1980, 4e en 1981 puis deux fois de suite vainqueur en 1982 et 1983. Il s'incline derrière Bernard Rossetti et Bruno Scelsi en 1985 mais sera invincible de 1986 à 1990 et remportera 5 victoires consécutives avec à la clé le record de l'épreuve en 1990. 15 jours plus tard, il fait mieux au Val de Somme et bat son propre record de France en 6 h 26 min 13 s, record qui tiendra jusqu'en 1999 et qui reste à ce jour la troisième meilleure performance française sur la distance.

## Records personnels
- 100 km route : 6 h 26 min 13 s aux 100 km d'Amiens en 1990[3]
- 24 heures route : 256,340 km aux 24 h de Niort en 1985[4]

## Palmarès
Statistiques de Jean-Marc Bellocq d'après la Deutsche Ultramarathon-Vereinigung (DUV) et le site 100 km de Millau :
8 fois premier des 100 km de Millau :
- 1990 : 100 km d'Amiens en 6 h 26 min 13 s (1er)
- 1990 : 100 km de Millau en 6 h 28 min 31 s (1er) - record en cours
- 1989 : 100 km de Millau en 6 h 50 min 2 s (1er)
- 1989 : 100 km Stellenbosch (RSA) en 6 h 37 min 48 s (4e)
- 1988 : 100 km del Passatore, Firenze-Faenza en 6 h 41 min 9 s (2e)
- 1988 : 100 km d'Amiens en 6 h 34 min 18 s (2e)
- 1988 : 100 km de Millau en 6 h 48 min 26 s (1er)
- 1987 : 100 km de Millau en 6 h 54 min 20 s (1er)
- 1986 : 100 km de Millau en 6 h 55 min 27 s (1er)
- 1984 : 100 km del Passatore, Firenze-Faenza en 6 h 56 min 0 s (2e)
- 1983 : 100 km de Millau en 7 h 13 min 10 s (1er)
- 1982 : 100 km de Millau en 7 h 13 min 25 s (1er)
- 1981 : 271 km Belvès-Millau en 28 h 16 min 48 s (2e)
- 1980 : 100 km de Millau en 7 h 31 min 17 s (1er)